# Skurholmen
Skurholmen est un quartier de Luleå, en Suède.

## Description
Skurholmen est situé à environ 3 kilomètres à l'est du centre-ville de Luleå, 
Skurholmen est bordé par le lac Skurholmsfjärden à l'ouest, Kronan au nord, Bredviken à l'est et Örnäset et Lövskatan au sud le long de la rue Hertsövägen.
Le quartier dispose d'un café et d'une supérette. 
Le quartier résidentiel voisin d'Örnäset offre des services, dont un centre de santé et une pharmacie.

## Services
Skurholmen,dispose de l'école Furuparksskolan et plusieurs écoles maternelles.

## Transports
Les lignes de bus 1, 5 7 et 15 desservent le quartier.
La ligne 7 traverse lae quartier. 
Les lignes 1, 5, 7 et 15 passent par Örnässkolan et Örnäsrondellen, situés à l'intersection entre Hertsövägen et Svartövägen.
Skurholmen est divisé en deux parties par la rue Svartövägen.
| Ligne | Trajet                                      | Longueur | Arrêts | Réfs.   |
| ----- | ------------------------------------------- | -------- | ------ | ------- |
| 1     | Hertsön - Centrum - Hôpital de Sunderby     | 25,5 km  | 36-37  | Ligne 1 |
| 1     | Hôpital de Sunderby - Centrum - Hertsön     | 25,5 km  | 38-39  | Ligne 1 |
| 2     | Björkskatan - Centrum - Hôpital de Sunderby | 23 km    | 33     | Ligne 2 |
| 2     | Hôpital de Sunderby - Centrum - Björkskatan | 23 km    | 34     | Ligne 2 |
| 3     | Björkskatan - Centrum - Bergnäset           | 12 km    | 26     | Ligne 3 |
| 3     | Bergnäset - Centrum - Björkskatan           | 12 km    | 27     | Ligne 3 |
| 4     | Aéroport de Luleå - Centrum - Aurorum       | 16 km    | 28     | Ligne 4 |
| 4     | Aurorum - Centrum - Aéroport de Luleå       | 16 km    | 28     | Ligne 4 |
| 5     | Hertsön - Centrum - Aurorum                 | 16 km    | 32-33  | Ligne 5 |
| 5     | Aurorum - Centrum - Hertsön                 | 16 km    | 34-35  | Ligne 5 |